# Dobra (powiat Sanocki)
Dobra is een plaats in het Poolse district  Sanocki, woiwodschap Subkarpaten. De plaats maakt deel uit van de gemeente Sanok en telt 350 inwoners.